# Heidi
Heidi er en oprindeligt schweizisk kortform for pigenavnet Adelheid.

## I kulturen
- Heidi (roman) - to romaner fra 1880 og 1881 af den schweiziske forfatter Johanna Spyri.
- Den danske sitcom Langt fra Las Vegas har et dobbeltafsnit med navnet.
  - Heidi, Del 1
  - Heidi, Del 2

## Personer med navnet
- Heidi Aassveen Halvorsen - norsk håndboldspiller
- Heidi Albertsen - dansk fotomodel
- Heidi Holme Astrup - dansk håndboldspiller
- Heidi Frederikke Rasmussen - dansk journalist
- Heidi Grande Røys - norsk politikker
- Heidi Svelmøe Herløw - dansk sangerinde
- Heidi Jacobsen - dansk atlet
- Heidi Kofod Jensen - dansk atlet
- Heidi Klum - tysk model og designer
- Heidi Løke - norsk håndboldspiller
- Heidi Mortenson - dansk komponist og sanger
- Heidi Range - engelsk sangerinde
- Heidi Tjugum - norsk håndboldspiller
- Heidi Vand - dansk atlet
- Heidi Wang - dansk kommunalpolitikker født i Taiwan